# Gerhard Schrader (Mediziner)
Gerhard Schrader (* 9. Juli 1900 in Oppeln, Provinz Schlesien; † 10. Mai 1949 in Bonn-Beuel) war ein deutscher Rechtsmediziner und Hochschullehrer.

## Frühe Jahre
Gerhard Schrader war der Sohn eines Arztes. Er besuchte von 1906 bis 1912 die Volksschule in Loslau. Danach setzte er seine Schulzeit am humanistischen Gymnasium in Rybnik und Beuthen fort. Nach Ablegung des Abiturs studierte er ab 1919 Medizin an den Universitäten Breslau und München und schloss das Studium 1924 mit Staatsexamen ab. In Breslau wurde er 1925 zum Dr. med. promoviert.
In den Jahren 1924 bis 1930 absolvierte er sein Medizinalpraktikum, das medizinische Volontariat sowie seine Assistenzarztzeit am Knappschaftslazarett in Hindenburg, danach am Pathologischen Institut der Universität Breslau, dann an der Nervenklinik der Universität Frankfurt am Main und am Gerichtsmedizinischen Institut der Universität Halle. Von 1931 bis 1934 war Schrader als erster Assistent unter dem Direktor Friedrich Pietrusky am Gerichtsmedizinischen Institut der Universität Bonn tätig. Er habilitierte sich 1931 in Bonn und war dort zusätzlich als Privatdozent tätig.

## Zeit des Nationalsozialismus
Nach der Machtergreifung durch die Nationalsozialisten wurde Schrader Anfang Mai 1933 Mitglied der NSDAP (Mitgliedsnummer 2.117.844) und im November 1934 der SA. Von der SA wechselte er 1934 mit dem Rang Sanitätsrottenführer zum NSKK, wo er 1941 zum Sanitätsobersturmführer und stellvertretenden Standartenarzt befördert wurde. Des Weiteren trat er u. a. der NSV (1933), dem NS-Dozentenbund (1935), dem NS-Ärztebund (1938), dem DRK (1939), dem NS-Altherrenbund (1941), dem Reichskolonialbund und dem Reichsluftschutzbund bei.
Anfang November 1934 wechselte er an die Universität Marburg, wo er Direktor des dortigen Gerichtsmedizinischen Instituts wurde und ein planmäßiges Extraordinariat erhielt. Hier wurde er als Richter am örtlichen Erbgesundheitsgericht berufen. Zudem arbeitete er für das Erbgesundheitsobergericht Kassel. Bis 1937 arbeitete er am Rassenpolitischen Amt im Gau Kurhessen mit.
Zum April 1937 übernahm er an der Universität Halle eine Professur, leitete von da an als Direktor das dortige Institut für gerichtliche und soziale Medizin und wurde ebenfalls am Erbgesundheitsgericht Halle als Richter tätig. Er gehörte auch dem Gerichtsärztlichen Ausschuss der Provinz Sachsen an. 1941 schlug er eine an ihn herangetragene Professur an der Reichsuniversität Straßburg aus und infolgedessen erhielt er in Halle ein planmäßiges Ordinariat.
Schrader übernahm 1942 den Vorsitz bei der Deutschen Gesellschaft für gerichtliche Medizin und Kriminalistik. Er wurde 1943 zum Mitglied der Sektion Gerichtliche Medizin der Deutschen Akademie der Naturforscher Leopoldina gewählt. Schrader erhielt im Juni 1943 einen als Geheime Reichssache eingestuften Sonderauftrag: Er stand der gerichtsmedizinischen Abordnung einer Untersuchungskommission vor, die im Juli 1943 in der Sowjetunion die exhumierten Leichen des Massakers von Winniza untersucht hatten. Sein Vertreter war der Dozent Joachim Camerer aus Halle. Im Ergebnis unterzeichneten deutsche Hochschullehrer für Gerichtsmedizin ein Protokoll, das die sowjetische Täterschaft für dieses Verbrechen feststellte. Bei dem Bevollmächtigten für das Gesundheitswesen Karl Brandt war Schrader ab 1944 noch Angehöriger des wissenschaftlichen Beirates.
In den Sektionsraum des Institutes für Gerichtliche Medizin der Universität Halle wurden während des Zweiten Weltkrieges durch die Gestapo Leichen von hingerichteten Ostarbeitern aus der Exekutionsstätte des Zuchthauses Roter Ochse gebracht. Die Leichname nutzten 1944/45 Doktoranden am Institut für Forschungszwecke, die Dissertationen wurden von Schrader betreut. Schrader soll es auch dem Zoologen Gotthilft von Studnitz ermöglicht haben, dass Hingerichteten unmittelbar nach der Hinrichtung Augen zu Forschungszwecken entnommen wurden. Als Prodekan der Medizinischen Fakultät ließ Schrader auch anderen Fachbereichen der Universität Leichen zukommen. Ein Doktorand Schraders war Siegfried Krefft, der später mit der Dissertation Über die Genese der Halsmuskelblutungen beim Tod durch Erhängen zum Doktor der Medizin promoviert wurde.
In der Endphase des Zweiten Weltkrieges wurde er noch zum Volkssturm eingezogen.

## Nachkriegszeit
Nach der Befreiung vom Nationalsozialismus kam  Schrader am 6. Mai 1945 in amerikanische Internierung, aus der er Ende Oktober 1946 entlassen wurde. 1945 von seinem Professorenamt in Halle entbunden, wurde er nicht wieder in den Hochschuldienst übernommen und als Arzt in Leverkusen tätig. Schrader wurde 1948 im Rahmen der Entnazifizierung als entlastet eingestuft. Aufgrund eines angeborenen Herzfehlers starb er am 10. Mai 1949 in Bonn.

„Es bestand nur eine Meinung über ihn: Charaktervolle, in seinem Rechtsempfinden unbeugsame Persönlichkeit. Schrader nahm innerhalb der Fakultät den Kampf gegen den Gaudozentenführer mit großer Energie auf. Dazu gehörte sehr viel Mut, terrorisierte der genannte doch die Fakultät, Herr Schrader verdankt der Partei gar nichts. Er erhielt die Professur an der Universität Halle gegen den Willen der Partei.“

## Schriften (Auswahl)
- Ein Fall von Magen-Sarkom, Breslau, Med. Dissertation, 1925
- Experimentelle Untersuchungen zur Histopathologie elektrischer Hautschädigungen durch niedergespannten Gleich- und Wechselstrom, Jena 1932